# Kurt Stage
Kurt Stage (10. června 1900 – 19. srpna 1947 Lublaň) byl policejní důstojník v období nacistického Německa. Jako datum narození bývá někdy uvedeno i 6. ledna. Stejně tak není jisté, zda zemřel v Lublani či v Celji.

## Studia
Studoval gymnázium v Postupimi, následně se vyučil prodavačem v Berlíně.

## Vojenská kariéra
V roce 1922 dobrovolně vstoupil do NSDAP. Dle členské karty číslo 27 171 však vstoupil až 23. října 1925. Od roku 1932 pracoval pro SS, v roce 1935 přešel ke Gestapu. V roce 1942 byl převelen do Tromso v Norsku, kde velel své jednotce do roku 1944. Následně byl převelen do Mariboru v Jugoslávii. Po skončení druhé světové války byl Stage předán jugoslávské vládě. V roce 1947 byl v obci Celje (dnešní Slovinsko) odsouzen k trestu smrti.

### Filmové ztvárnění
Jeho postava byla v roce 2017 ztvárněna v norském filmu Den 12. mann. Pronásleduje v něm partyzána, který se snaží utéct do neutrálního Švédska.